# Avancées technologiques liées à la conquête de l'espace
 (janvier 2024).
La mise en forme du texte ne suit pas les recommandations de Wikipédia : il faut le « wikifier ».
Les points d'amélioration suivants sont les cas les plus fréquents. Le détail des points à revoir est peut-être précisé sur la page de discussion.
- Les titres sont pré-formatés par le logiciel. Ils ne sont ni en capitales, ni en gras.
- Le texte ne doit pas être écrit en capitales (les noms de famille non plus), ni en gras, ni en italique, ni en « petit »…
- Le gras n'est utilisé que pour surligner le titre de l'article dans l'introduction, une seule fois.
- L'italique est rarement utilisé : mots en langue étrangère, titres d'œuvres, noms de bateaux, etc.
- Les citations ne sont pas en italique mais en corps de texte normal. Elles sont entourées par des guillemets français : « et ».
- Les listes à puces sont à éviter, des paragraphes rédigés étant largement préférés. Les tableaux sont à réserver à la présentation de données structurées (résultats, etc.).
- Les appels de note de bas de page (petits chiffres en exposant, introduits par l'outil «  Source ») sont à placer entre la fin de phrase et le point final[comme ça].
- Les liens internes (vers d'autres articles de Wikipédia) sont à choisir avec parcimonie. Créez des liens vers des articles approfondissant le sujet. Les termes génériques sans rapport avec le sujet sont à éviter, ainsi que les répétitions de liens vers un même terme.
- Les liens externes sont à placer uniquement dans une section « Liens externes », à la fin de l'article. Ces liens sont à choisir avec parcimonie suivant les règles définies. Si un lien sert de source à l'article, son insertion dans le texte est à faire par les notes de bas de page.
- La présentation des références doit suivre les conventions bibliographiques. Il est recommandé d'utiliser les modèles {{Ouvrage}}, {{Chapitre}}, {{Article}}, {{Lien web}} et/ou {{Bibliographie}}. Le mode d'édition visuel peut mettre en forme automatiquement les références.
- Insérer une infobox (cadre d'informations à droite) n'est pas obligatoire pour parachever la mise en page.

Pour une aide détaillée, merci de consulter Aide:Wikification.
Si vous pensez que ces points ont été résolus, vous pouvez retirer ce bandeau et améliorer la mise en forme d'un autre article.
La conquête spatiale a permis un bond en avant très important dans le domaine de la technologie,, ce qui a conduit a des évolutions des pratiques quotidiennes,,. Voici quelques exemples de matériaux ou de techniques dérivés des recherches liées à l'espace :
- le développement de différents types de moteurs: moteurs chimique, ionique…

- Le développement des ordinateurs modernes, des langages de programmation et des systèmes embarqués est dû à la conquête spatiale, et aux premiers vols habités, en particulier le programme Apollo dans les années 1960.
  - l'ordinateur de vol des capsules Apollo (AGC) est le premier ordinateur au monde à circuits intégrés (1966).
  - c'est également le premier système embarqué, avec noyau temps réel, à l'origine des commandes "fly-by-wire" dans les avions (F-8, A320, etc.) notamment.
  - dans les années 1960, la NASA achetait 60 % de la production totale de circuit intégrés aux États-Unis.
  - lors du développement du programme Apollo, les langages de programmation n'existaient pas, tout a donc été créé à partir de zéro, écrit à la main sur papier, puis transformé en cartes perforées, avant d'être finalement stocké sur mémoire faite de "cordes" cuivrées.

- le développement des satellites est à l'origine de nouveaux services :
  - la téléphonie mobile par satellites
  - une prévision météo grandement améliorée grâce à une couverture complète et en quasi temps réelle des observations de la surface de la planète et de son atmosphère.
  - le guidage automobile par GPS[6], et bientôt Galileo, GLONASS et Compass.
  - les  chaînes TV diffusées par satellites
  - les balises de détresse, Argos ou encore Cospas-Sarsat dont 600 000 exemplaires sont en service dans le monde

- la couverture de survie :

origine : 1960, film plastique aluminé en mylar chargé de réfléchir les ondes radio sur le ballon satellite Echo 1
- le  textile ignifugé :

origine : textile pare-flamme en fibre de kevlar qui protège contre les effets calorifiques du rayonnement thermique
- le coussin gonflable de sécurité :

origine : système inventé et mis au point dans le cadre du développement des accéléromètres spatiaux alors qu'en parallèle, les industriels de l'automobile faisaient leurs expérimentations
- en médecine :
  - l'imagerie médicale : l'imagerie spatiale a contribué à l'évolution des images médicales de type RMN et IRM[7]
  - le phénomène de perte osseuse en micro-gravité a été découvert lors de vols en station orbitale, on sait désormais qu'un astronaute peut perdre jusqu'à 11 % de masse osseuse dans les membres inférieurs à cause de l'absence de marche, et des chocs associés, en apesanteur.

- le revêtement des  poêles :

origine : matériau destiné à protéger les satellites des chocs de l'espace; en effet cette matière permet aux éléments extérieurs de glisser
- les matériaux composites à l'origine :
  - des freins du TGV (origine : composite en carbone-carbone utilisé pour les tuyères des propulseurs d'appoints des fusées)
  - des fauteuils roulants plus légers (origine : les  matériaux composites des satellites)
- Et aussi[7]
  - Le casque sans fil.
  - Les semelles anti-chocs.
  - La photo numérique de haute qualité.
  - Les fermes verticales.
  - Les purificateurs d'eau.
  - Le thermomètre auriculaire.
  - Des isolants thermiques.
  - Les implants cochléaires.
  - La lyophilisation des aliments.
  - Le lait maternisé.
  - La mémoire de forme.